# Лейденський музей
Лейденський музей або Державний музей старожитностей  (нід. Rijksmuseum van Oudheden) — національний археологічний музей в Лейдені, Нідерланди. Музей з'явився завдяки колекції Лейденського університету, з факультетом археології якого, як і раніше, співпрацює. Музей позиціонує як Національний центр археології, акцентуючи увагу на стародавньому Єгипті, стародавньому Близькому Сході, античному світі Греції, Етрурії, Риму та історії Нідерладів ( доісторичної, римської та середньовічної епохи ) .
Музей носить звання «Європейський музей року - 2003».

## Колекції

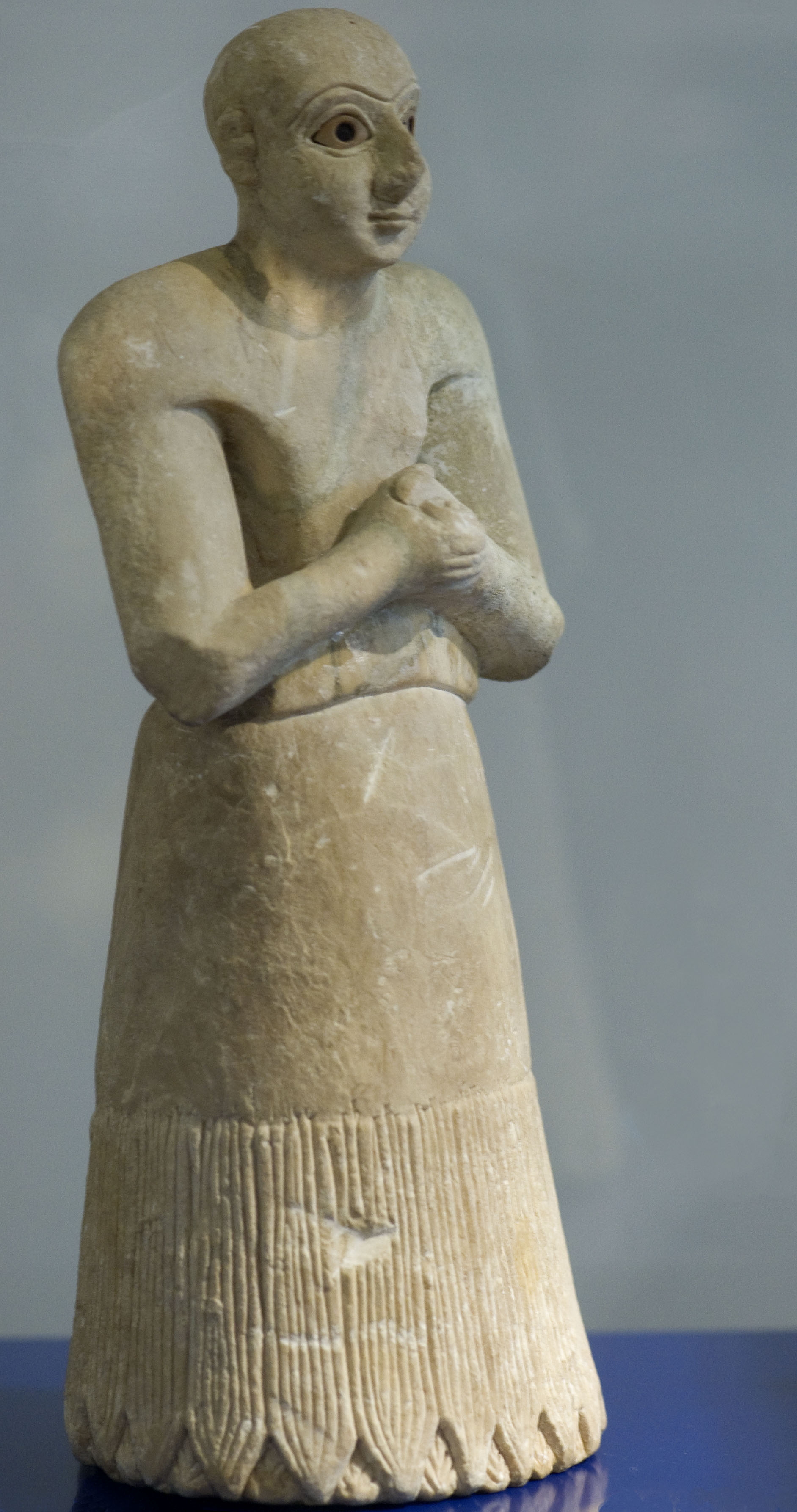
Шумерська фігурка того,що молиться(пр.2200 до н. е.)

У музеї є такі відділи з постійними експозиціями:
- Стародавній Єгипет
- Стародавній Близький Схід
- Античність
  - Етруська цивілізація
  - Стародавня Греція
  - Стародавній Рим
- Історія Нідерландів
  - Доісторичні Нідерланди
  - Нідерланди при римлянах
  - Нідерланди в середньовіччя

У кінозалі музею демонструються документальні короткометражні фільми. Іноді проводяться освітньо - розважальні заходи для дітей, наприклад, дитячі екскурсії або пошуки скарбів.

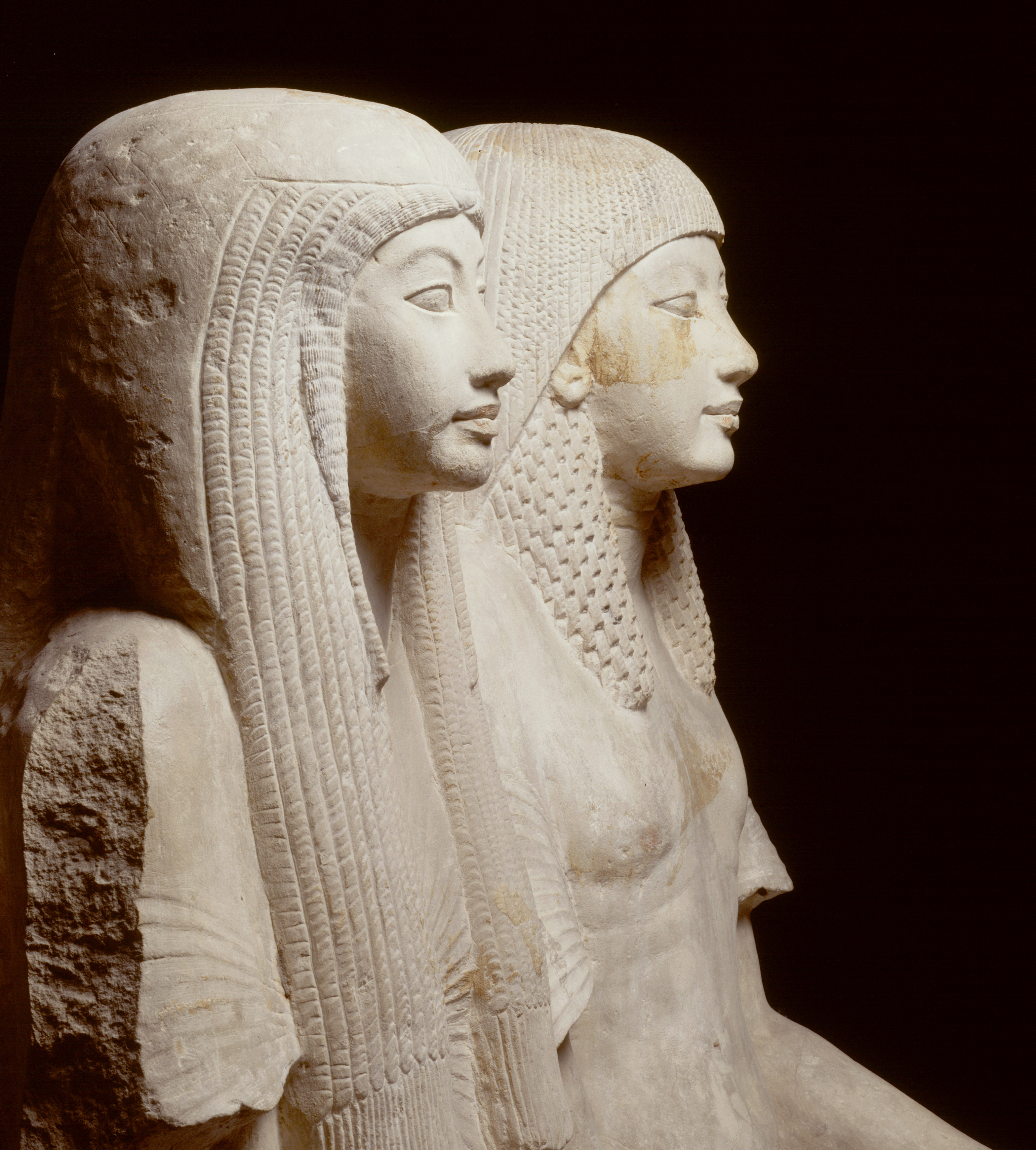
Вапнякова скульптура Майя і Меріт. пр. 1320 до н. е., Саккара

### Відділ Стародавнього Єгипту
Єгипетська колекція Лейденського музею вважається найбільшою у світі. У Центральному залі музею стоїть оригінальний єгипетський храм із Тафіса (пр. 25 рік до н. е.), зібраний в музеї. На знак подяки за допомогу з порятунку предметів, які могли піти під води  озера Насер при будівництві Асуанської греблі, Єгипетський уряд передав храм у дар Нідерландам. Серед примітних артефактів відділу: саркофаг (зовнішній гранітний і внутрішній з вапняку) візира Стародавнього царства, мастаба Хетепхерашет V династії, три набори зображень Майя і Меріт (XIV ст. до н. е.).

### Відділ Стародавнього Сходу
Артефакти Стародавнього Сходу виставлені на першому поверсі музею і відносяться до різних культур з 3000 року до. н. е. до 301 року н. е.: шумери, акадійці, вавилоняни, ассирійці, хетти і перси. Цікаві статуетки Гудеа — правителя Лагаша, шумерська фігурка того,хто молиться (пр. 2200 до н. е.).

### Відділ Античності
Відділ містить грецькі вази, статуї, кераміку, обмундирування IV століття до н. е.
Етруське мистецтво представлено бронзовими (хлопчик з гусаком, 37-см воїн) і вотивними виробами, золотими фібулами, керамікою, буккеро, антефіксами, урнами культури Віланова, теракотовим саркофагом. Не вся етруська колекція виставлена - частина знаходиться в сховищі.
Римське мистецтво займає два поверхи: на першому - артефакти з Риму, а на другому - предмети періоду римського панування на території сучасних Нідерландів. Тут знаходяться макет багатого будинку з Помпеїв, колумбарій імператора Траяна, знайдений в місті Утіка поруч з Тунісом.

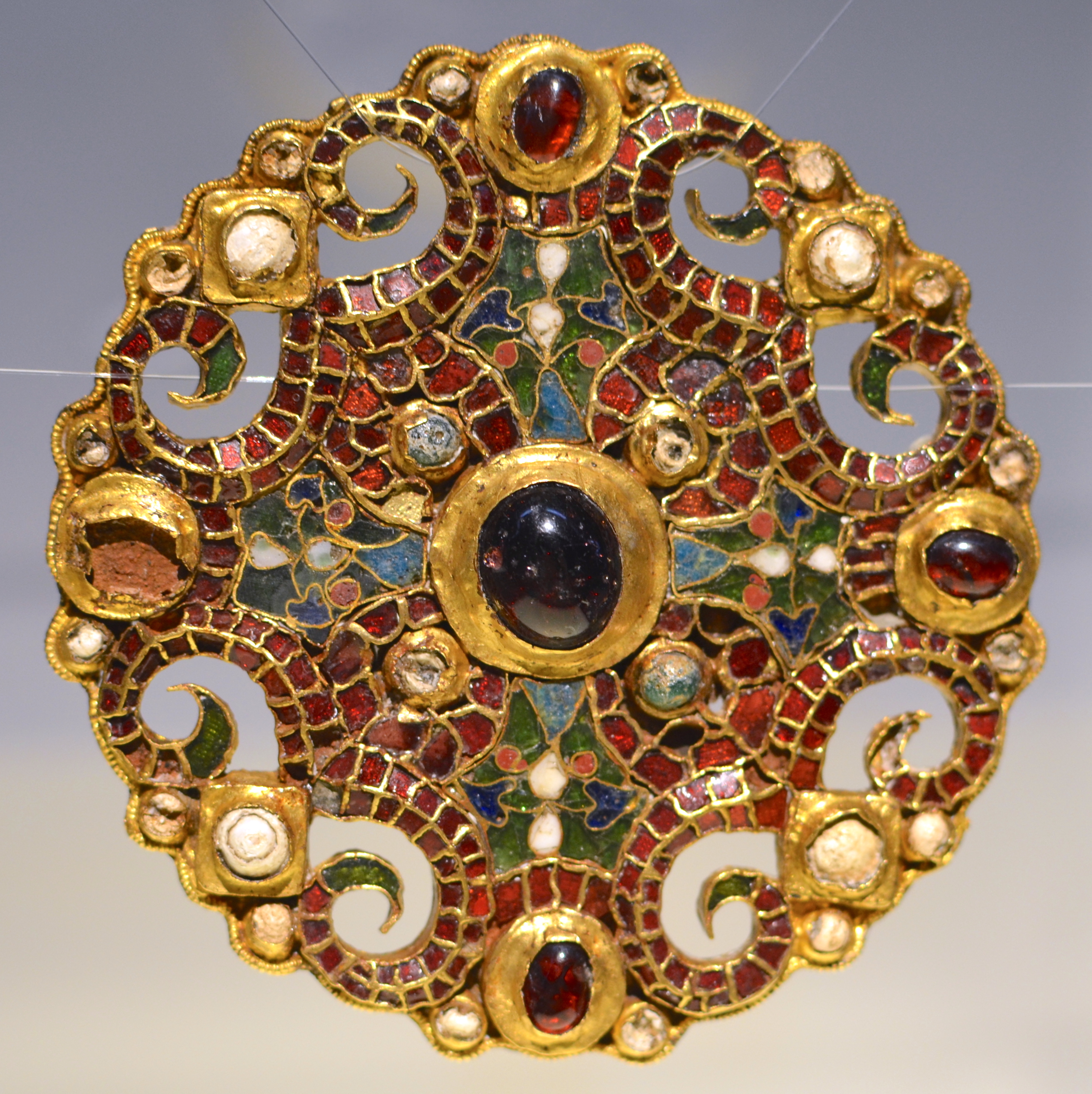
Дорестадська фібула (пр. 800 р. н. е.), імовірно виготовлена в Бургундії. Знайдена в 1969 році.

### Відділ історії Нідерландів
Матеріальна культура розповідає історію Нідерландів від давнини до періоду середньовіччя. Тут представлені Вілемстадський чоловічок віком близько 6500 років, реконструкція жінки Трайнче (нід. Trijntje) з Гардінксвелд-Гіссендам - найдавніших останків людини на території Нідерландів, а також могили вождів племен з Осс і Віхен.
Відділ римської історії Нідерландів підрозділяється на три частини: зброя, побутові предмети (Саркофаг з Сімпельфельда (нід.), Вівтарі богині Нехаленії, знайдені в провінції Зеландія).
Середньовічний відділ історії Нідерландів містить срібні предмети вікінгів, знайдені в Вірінгені, також дорогоцінну фібулу з Дорестаду.

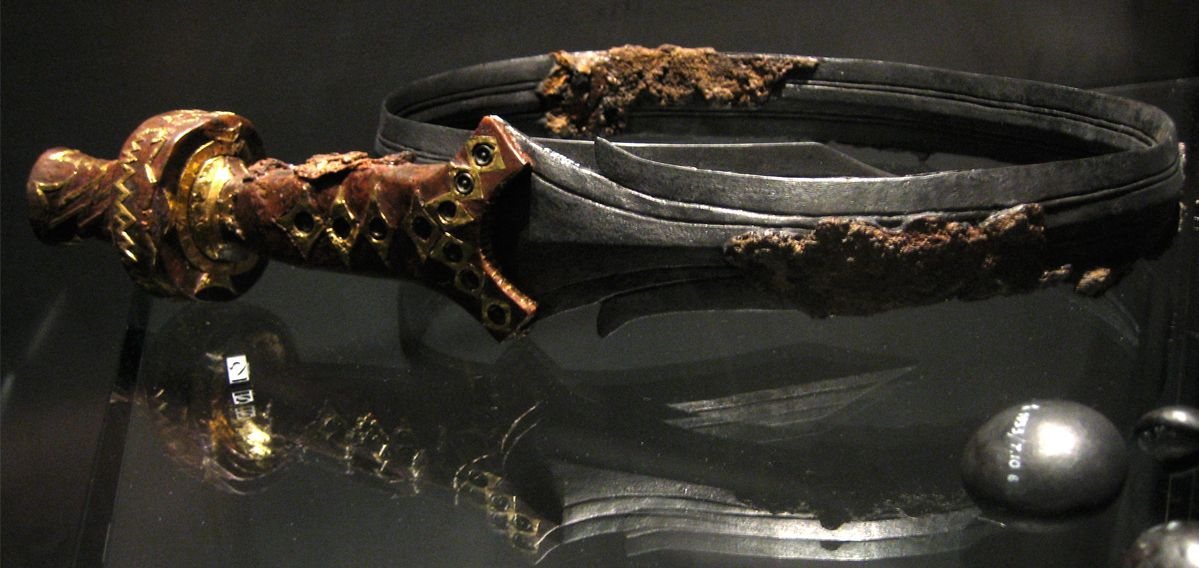
Оригінальний вигнутий залізний меч - найдавніший залізний артефакт, знайдений в Нідерландах(тумулус Форстенграфа (англ.))

## Історія

### Керівництво Роувенса
Після смерті Херарда ван Папенбрука в 1743 році його Конрадус Лейманс (англ.) із 150 предметів старовини за заповітом відійшла Лейденському університету. Вона була виставлена на публіку, але тільки через півстоліття отримала належний догляд. Її куратором став перший в історії професор археології Каспар Роувенс (англ.) (1793-1835)
Роувенс поповнив колекцію артефактами з Нідерландів і за її межами. Деякі експонати Рейксмюсеуму в Амстердамі згідно держпідтримки в 1825 році були передані в колекцію Лейдена. Деякі предмети з колекції де Томса (англ.) значилися серед улюблених директора Амстердамського музею, тому вони переїхали в Лейден в 1844 році. У 1826 колекцію поповнили доісторичні артефакти з Музею природної історії.

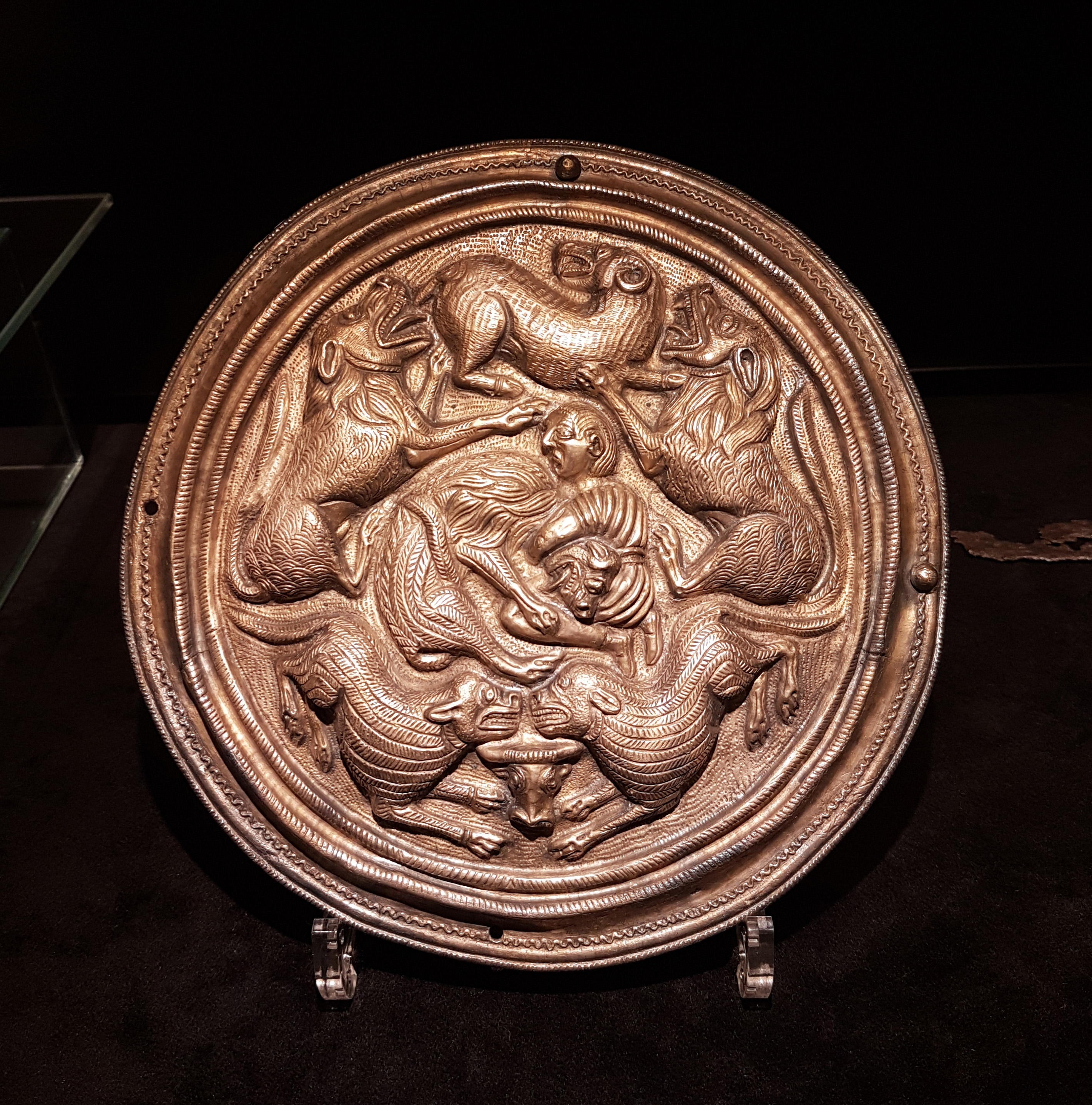
Декоративна фібула із позолоченого срібла. Фракія, бл. 100 р. до н. е. Знайдена в Лімбургзі в 1850 році.

### Колекція Ротьєра
Музей ріс і за рахунок покупки іноземних колекцій. Серед перших була колекція Ротьєра (англ.), що належала відставному фламандському полковнику. Він почав збирати її в Афінах, а в 1820 році запропонував передати країнам Бенілюксу. Роувенс відправився встановити цінність колекції, яка своїми давньогрецькими скульптурами і керамікою доповнила б відсутній відділ музею. Незважаючи на попередження уряду не купувати колекцію за будь-які гроші, Роувенс придбав її за 12 тисяч гульденів.
У 1822 Ротьєр продав другу частину колекції, кращий предмет якої - мармурова голова - виявиться підробкою. Її походження тумане. Ротьєр і його син стверджували, що самі відкопали частину колекції, але, швидше за все, вони її просто купили. Також Ротьєр зізнавався, що в молодості продавав підробки, але обіцяв з Роувенсом бути чесним
У 1824 -1826 Роттьер подорожував за рахунок міністерства по Середземному морю, щоб збирати старожитності. Витівка не дала значних результатів. Ротьєр влаштував розкопки на Мілосі, замалював на Родосі середньовічну архітектуру, велика частина якої пізніше була знищена, зберігшись лише на малюнках Ротьєра.
У березні та вересні 1826 в музей доставили від Ротьєра давні предмети без належного опису. Роувенс з невдоволенням описував придбання музею.

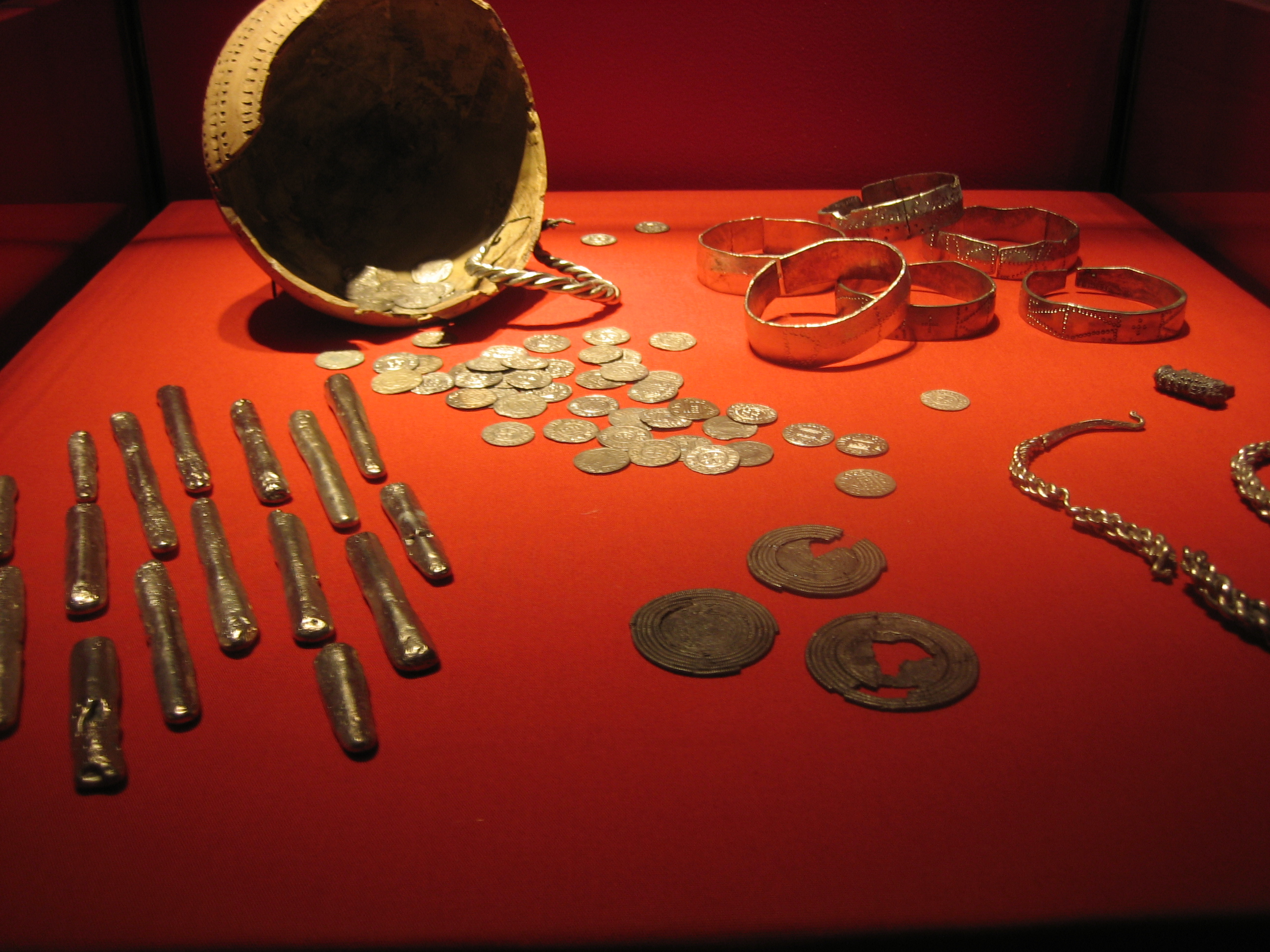
Срібний скарб вікінгів

### Вклад Хумберта
Поки Ротьєр збирав артефакти в східному Середземномор'ї, Жан Еміль Гумберт (англ.) проводив розкопки в Тунісі (1822-1824 роки). З цієї першої експедиції Гумберт привіз 8 статуй, що прикрашають сьогодні Лейденський музей.
У другу експедицію Гумберт відправився в Туніс, але по дорозі зупинився в Італії. Незважаючи на кричуще порушення угоди, ця експедиція принесла значні результати. Колекцію етруських артефактів, відому як Museo Corazzi, музей придбав за 30 тисяч гульденів. Скоріше етруські давні предмети не були широко відомі за межами Італії. Важливим придбанням стала єгипетська колекція Джованні Анастасі (нім.). Після довгих переговорів між голландським послом в Римі і Гумбертом з представниками Анастасі колекцію продали за бл. 115 тисяч гульденів. Дана угода вважається найбільшою не тільки в кар'єрі Гумберта і Роувенса, але і серед музеїв, які купували єгипетські старожитності.

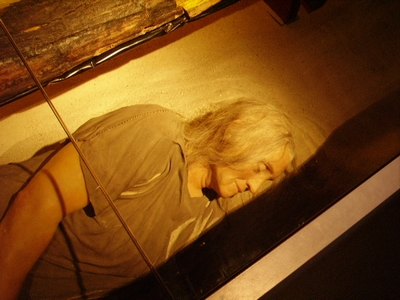
Реконструкція жінки Трайнче із Гардінксвелд-Гіссендам

### Смерть Роувенса
В останні роки життя спостерігалося значне зниження державного фінансування. Бунт і відділення Бельгії в 1830 році завдали шкоди скарбниці. Роувенс помер в 1835 році від інсульту , залишивши після себе музей з прекрасною експозицією,яка поповнилася колекціями Папенбрука, етруськими, єгипетськими, римськими, грецькими, карфагенськими і іншими артефактами.

### Керівництво Лейманса
Після смерті Роувенса музей очолив його учень Конрадус Лейманс. При ньому музею виділили окрему будівлю. Зростання колекції на минулих прикладах не є більше можливим, і Лейманс звернувся з проханням через газету до приватних колекціонерів, голландських послів і консулів. Завдяки цьому з усього світу в музей продовжили надходити артефакти.
У 1839 році Лейманс на посаді директора придбав 100 італійських ваз з колекції, яка колись належала Люсєну Бонапарту. З 1839 року Лейманс випускав опис колекції музею, знаменуючи «період упорядкування після неспокійних років пошуків».

## Історія споруди

### До і при Рейвенсі
Питання відповідної будівлі для археологічної колекції було предметом постійних суперечок між Рейвенсом, піклувальниками музею і урядом Нідерландів. Колекцію Папенбрука розмістили в будівлі ботанічного саду університету, де вологість пошкодила скульптури. До того ж число статуй росло, і частину довелося виставити під відкритим небом.
У 1821 році в нове крило Музею природної історії перенесли археологічний відділ, де виявилося недостатньо світла і місця для зростаючої колекції. У 1824 році прохання Рейвенса надати окремий корпус під Національний музей старожитностей з лекторієм, реставраційним залом та іншими необхідними приміщеннями відкинули через дороговизну.
Серед пропозицій звучав варіант перенесення музею в інше місто - Брюссель, Амстердам або Гаагу. Рейвенс виступив категорично проти, апелюючи до академічної атмосфери Лейдена, як оплоту гуманітарних наук. Після відколу Брюсселя з усією Бельгією від Нідерландів головним кандидатом на місто-наступник лейденської колекції залишився Амстердам. Раптова смерть ще молодого Рейвенса сколихнула науковий світ і призупинила вирішення питання переїзду.

### При Леймансі
Як і його вчитель Лейманс скаржився на поганий стан старожитностей через обмежене фінансування та брак приміщень. У листопаді 1835 року університет придбав під потреби музею особняк XVIII століття. Лейманс керував ремонтними роботами і перевозом колекції в нову будівлю. У серпні 1838 року відбулося урочисте відкриття Лейденського музею.

## Відвідувачам
Музей розташований за адресою Rapenburg 28 в місті Лейден і відкритий для відвідувачів з четверга по неділю (понеділок - в дні шкільних канікул) з 10 до 17 години. Особливі вихідні дні: 1 січня, 27 квітня, 3 жовтня і 25 грудня.

## Див.також
- Храм із Тафіса
- Лейденський Університет
- Вислів Іпувера
- Національний музей етнології